# درخت جستجوی مونت کارلو

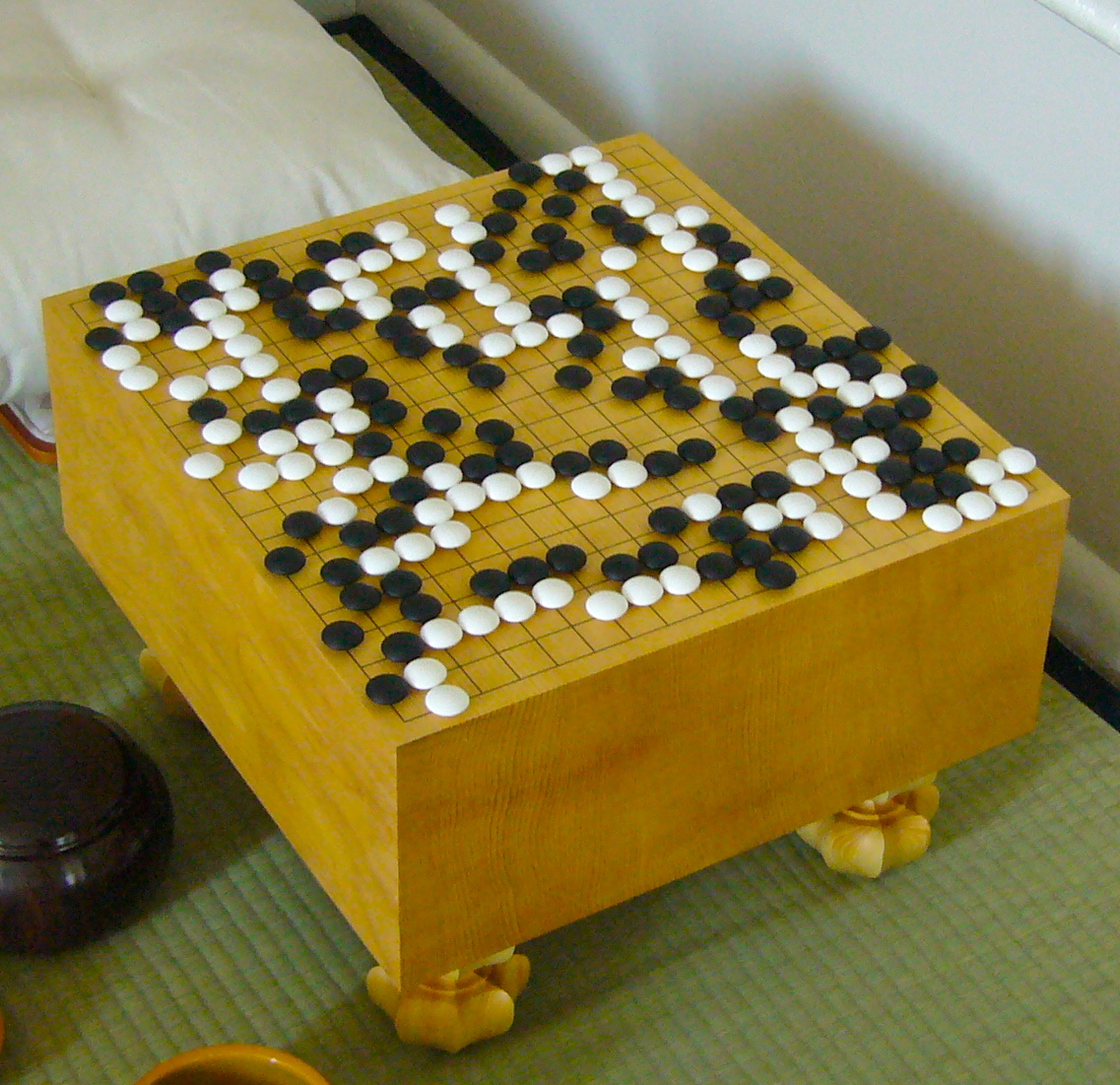
بازی فلور گوبان

در علوم کامپیوتر درخت جستجو مونت کارلو (MCTS) یک الگوریتم جستجو اکتشافی برای برخی از انواع فرایندهای تصمیم‌گیری است. مهمترین کاربرد آن در بازیها است. دو نمونه برجسته از کاربرد درخت جستجو مونت کارلو در بازی کامپیوتری Total War: Rome II و دیگری برنامه‌های اخیر در کامپیوتر برو است. اما درحقیقت از این درخت در دیگر بازی‌های تخته ای نیز استفاده شده‌است. نمونه‌هایی مانند بازی‌های ویدئویی زمان واقعی و بازی‌های غیر قطعی مانند بازی پوکر قابل ذکر است.

## اصل عمل
تمرکز درخت جستجوی مونت کارلو بر روی تحلیل حرکاتی است که بیشترین امید برد را دارند. این حرکات از گسترش درخت جستجو با روش نمونه برداری تصادفی از فضای جستجو انتخاب می شوند.